# Copa Ayuntamiento de Palma
La Copa Ayuntamiento de Palma fue un torneo de fútbol organizado por el Ayuntamiento de Palma de Mallorca del 13 de febrero al 31 de julio de 1921. Fue la principal competición disputada en Mallorca ese año y uno de los gérmenes de la competición federada a partir de 1923.
Fue disputada por un total de nueve clubes, todos ellos de Palma de Mallorca.

## Historia
A principios de los años 20 la afición al fútbol en Mallorca crecía, pero con altibajos por la falta de un ente federativo balear (no sería fundado hasta 1923) y la falta de torneos regulares que fomentaran la afición.
Desde el ayuntamiento se propuso la creación de una competición para dar estabilidad y regularidad en la naciente competición. La propuesta fue aprobada por el consistorio palmesano por unanimidad el 29 de julio de 1920.
La organización contó con la colaboración del principal club de la ciudad, la Real Sociedad Alfonso XIII FC (actual RCD Mallorca), quien puso a disposición del torneo su terreno de juego de Buenos Aires, entonces el más importante de la ciudad.
Se trata del primer torneo en el que enfrentaron los dos principales clubes de la capital: RCD Mallorca (1916) y CD Atlético Baleares (1920), entonces denominados Real Sociedad Alfonso XIII Foot-ball Club y Baleares Foot-ball Club. El resto de equipos, deportivamente más débiles o creados como secciones de otras entidades, desaparecerían a los pocos años.

## Organización
Se inscribieron nueve equipos, todos ellos de Palma de Mallorca. La competición se estructuró en dos divisiones: primeros equipos y segundos equipos o reservas, en formato de liga a vuelta única y todos contra todos.
Se apuntaron todos los equipos importantes que este año existían en Mallorca, lo que convirtió el torneo en un termómetro de la actividad futbolística de la isla en ese momento. Todos los equipos eran de Ciudad, ya que en la Parte Foránea la actividad era residual y prácticamente inexistente.
El calendario de competición se sorteaba cada semana, así que el orden de competición fue totalmente aleatorio. Inicialmente se disputó un partido de cada categoría los domingos, pero a partir de abril se disputaran dos de cada debido al creciente calor y al alargamiento excesivo de la competición.
Al finalizar los dos torneos se preveía una liguilla entre los dos primeros clasificados de cada división, pero finalmente fue descartada.
A pesar de que fue creado con la voluntad de que se celebrara anualmente, fue la única edición que se disputó. Sin embargo, la creación del Comité Provincial Balear en 1923 (Federación de Fútbol de las Islas Baleares desde 1926) hizo innecesaria su existencia.

### Campeonato de primeros equipos
Disputado del 13 de febrero al 31 de julio de 1921 con un total de nueve equipos, todos ellos de Palma de Mallorca.
| Posición | Equipo                     | J | G | E | P | GF | GC | PTS |
| -------- | -------------------------- | - | - | - | - | -- | -- | --- |
| 1        | RS Alfonso XIII FC         | 6 | 6 | 0 | 0 | 48 | 1  | 12  |
| 2        | Baleares FC                | 6 | 3 | 1 | 2 | 10 | 9  | 7   |
| 3        | Veloz Sport Balear         | 6 | 2 | 2 | 2 | 6  | 11 | 6   |
| 4        | Cruz Roja (Santa Catalina) | 6 | 2 | 1 | 3 | 9  | 19 | 5   |
| 5        | Unión Protectora Mercantil | 6 | 1 | 2 | 3 | 7  | 13 | 4   |
| 6        | Español (Santa Catalina)   | 6 | 1 | 2 | 3 | 3  | 9  | 4   |
| 7        | Republicano                | 6 | 1 | 2 | 3 | 6  | 26 | 4   |
| 8        | La Protectora (*)          | 3 | 0 | 0 | 3 | 1  | 9  | 0   |
| 9        | Asistencia Palmesana (**)  | 3 | 0 | 0 | 3 | 1  | 33 | 0   |

(*) Retirado

(**) Descalificado

Leyenda: J-partidos jugados, G-ganados, E-empatados, P-perdidos, GF-goles a favor, GC-goles en contra, PTS-puntos

#### Resultados finales
- Campeón: RS Alfonso XIII FC
- Subcampeón: Baleares FC

Ambos clubes recibieron trofeo como primer y segundo clasificado, respectivamente.

### Campeonato de segundos equipos
Disputado del 13 de febrero al 22 de mayo de 1921 con un total de ocho equipos, los mismos de la competición principal menos el Español.
| Posición | Equipo                     | J | G | E | P | GF | GC | PTS |
| -------- | -------------------------- | - | - | - | - | -- | -- | --- |
| 1        | RS Alfonso XIII FC         | 4 | 4 | 0 | 0 | 45 | 0  | 8   |
| 2        | Sport                      | 4 | 0 | 4 | 1 | 4  | 9  | 4   |
| 3        | Unión Protectora Mercantil | 4 | 0 | 3 | 1 | 4  | 10 | 3   |
| 4        | Baleares FC                | 4 | 1 | 1 | 2 | 4  | 17 | 3   |
| 5        | Cruz Roja (Santa Catalina) | 4 | 0 | 2 | 2 | 4  | 22 | 2   |
| 6        | La Protectora (*)          | 4 | 2 | 0 | 2 | 7  | 12 | 4   |
| 7        | Republicano (*)            | 3 | 1 | 0 | 2 | 4  | 16 | 2   |
| 8        | Asistencia Palmesana (**)  | 5 | 3 | 1 | 1 | 13 | 5  | 0   |

(*) Retirado

(**) Descalificado

Leyenda: J-partidos jugados, G-ganados, E-empatados, P-perdidos, GF-goles a favor, GC-goles en contra, PTS-puntos

#### Resultados finales
- Campeón: RS Alfonso XIII FC
- Subcampeón: Sport

Ambos clubes recibieron trofeo como primer y segundo clasificado, respectivamente.